# Нікологори
Нікологори (рос. Никологоры) — смт у В'язниківському районі Владимирської області Російської Федерації.
Входить до складу муніципального утворення селище Нікологори. Населення становить 4869 осіб (2018).

## Історія
Населений пункт розташований на землях фіно-угорського народу мещери.
Від 10 квітня 1929 року належить до В'язниковського району. Спочатку у складі Івановської промислової області, а від 1944 року — Владимирської області.
Згідно із законом від 16 травня 2005 року входить до складу муніципального утворення селище Нікологори.

## Населення
| 1859  | 1897  | 1905  | 1926  | 1939  | 1959  | 1970  |
| ----- | ----- | ----- | ----- | ----- | ----- | ----- |
| 811   | ↗1112 | ↗1286 | ↗1579 | ↗5248 | ↗7553 | ↘6862 |
| 1979  | 1989  | 2002  | 2009  | 2010  | 2011  | 2012  |
| ↗7067 | ↘6782 | ↘6390 | ↘6210 | ↘5486 | ↗5500 | ↘5406 |
| 2013  | 2014  | 2015  | 2016  | 2017  | 2018  |       |
| ↘5283 | ↘5215 | ↘5092 | ↘5056 | ↘4977 | ↘4869 |       |